# Bieito Lobeira Domínguez
Bieito Lobeira Domínguez   (Marín, 1968) és un polític gallec, membre del Bloc Nacionalista Gallec (BNG).
Va començar la seva vida política a l'associació estudiantil anomenada Estudiants Revolucionaris Gallecs (ERGA) amb setze anys. Va formar part de Galiza Nova, considerades com les joventuts del BNG, des de la seva fundació fins a 1998, i va ser el seu secretari general entre 1992 i 1998. Actualment, és membre del Consell Nacional del BNG.
Va ser diputat al Parlament de Galícia pel BNG per la circumscripció de Pontevedra des de 1995 fins al 2012. Membre del Consell de Comptes i de la comissió legislativa que va analitzar la catàstrofe del Prestige, va ser el portaveu de la seva formació per a assumptes pesquers i marítims, viceportaveu i president de la Comissió d'Educació i Cultura del Parlament. Va ser també un dels portaveus de la Plataforma Nunca Máis.
Des del 2017 és Coordinador d'Organització de l'Executiva que encapçala Ana Pontón.